# Ostrau-Friedlander Eisenbahn

Das Streckennetz der k.k. priv. Ostrau-Friedlander Eisenbahn

Die k.k. priv. Ostrau-Friedlander Eisenbahn, tschech.: priv. Ostravsko-frýdlantská dráha war eine Eisenbahngesellschaft in Österreich und dessen Nachfolgestaat Tschechoslowakei. Die Hauptverbindung der Gesellschaft führte in Nordmähren von Moravská Ostrava (Mährisch Ostrau) nach Frýdlant nad Ostravicí (Friedland an der Ostrawitza). Der Sitz der Gesellschaft war in Wien, Nordbahnstraße 50. Präsident war Hofrat Eduard Freiherr von Sochor-Friedrichsthal.

## Geschichte
Am 2. Jänner 1869 erhielten die Herren „Alois Scholz, Ignaz Wondráček, Antion Honvéry und Maximilian Steiner...das Recht zum Baue und Betriebe einer an die Kaiser Ferdinand-Nordbahn anschließenden Locomotiveisenbahn von Mährisch Ostrau nach Friedland“ erteilt. Grundlage der Konzession war das Eisenbahnkonzessionsgesetz vom 14. Dezember 1854. Die Konzessionäre wurden verpflichtet, den Bau der Strecke binnen eines Jahres zu beginnen und binnen zwei Jahren fertigzustellen. Darüber hinaus gestattete die Konzessionsurkunde, dass die Strecke vorerst nur eingleisig ausgeführt werden durfte. Die Verlegung eines zweiten Gleises war erst bei einem jährlichen Rohertrag von 200.000 fl. pro österreichischer Meile während zweier aufeinander folgender Jahre gefordert. Die Dauer der Konzession war auf 80 Jahre ab dem Tag der Konzessionserteilung festgelegt, eine Einlösung der Gesellschaft durch den Staat war jedoch schon nach 30 Jahren jederzeit möglich.
Am 1. Jänner 1871 wurde die Strecke zwischen Witkowitz und Friedland eröffnet, am 21. Mai 1871 folgte der kurze Abschnitt von Mährisch Ostrau nach Witkowitz. Mit der k.k. priv. Kaiser Ferdinands-Nordbahn (KFNB) hatte die OFE am 26. Oktober 1870 einen Betriebsvertrag geschlossen, der die Betriebsführung durch die KNFB mit deren Fahrzeugen vorsah. Dieser Vertrag wurde mehrmals verlängert.
Als die KNFB aufgrund ihrer neuen Konzession vom 1. Jänner 1886 zum Bau der Mährisch-Schlesischen Städtebahn (Kojetín–Bielitz) verpflichtet war, wollte sie den Abschnitt von Friedek-Mistek nach Friedland in ihr Vorhaben einbeziehen. Die OFE plante jedoch selbst einige Neubauten im Verkehrsgebiet der KNFB, so dass die Verhandlungen zum Kauf oder zur Pacht des Abschnittes lange Zeit keinen Abschluss fanden. Erst als die KFNB zwei größere Aktienpakete an der OFE erwerben konnte und daraufhin zwei Verwaltungsratssitze zugesprochen bekam, wurde am 5. Februar 1888 ein Mitbenutzungsvertrag geschlossen. Der Vertrag trat zum 1. Juni 1888 in Kraft.
Am 28. August 1909 erhielt die Ostrau-Friedlander Eisenbahn noch die Konzession für die Lokalbahn von Schönbrunn-Witkowitz nach Teschen und Freistadt. Als erster Teil der Lokalbahn ging am 15. November 1911 die Strecke zwischen Kunzendorf und Suchau in Betrieb. Am 1. September 1914 folgte noch der Abschnitt zwischen Suchau und Teschen, dann kamen die Bauarbeiten infolge des Ersten Weltkrieges zum Erliegen. Ein Teil der Strecke lag auf dem rechten Ufer der Olsa und damit nach 1920 auf polnischem Gebiet. Dieser Abschnitt wurde 1930 zugunsten einer Verbindungskurve von Albrechtice zur Kaschau-Oderberger Bahn aufgelassen.
Im Jahr 1927 wurde der Sitz der Gesellschaft in Vorbereitung der geplanten Verstaatlichung von Wien nach Mährisch Ostrau übertragen. Zu diesem Zeitpunkt gehörte bereits die Mehrheit der 7000 Aktien dem tschechoslowakischen Staat. Nur 157 Aktien waren im Eigentum Dritter. Zum 1. Januar 1936 wurde die Gesellschaft per Gesetz verstaatlicht. Die Strecken gehörten fortan zum Netz der Tschechoslowakischen Staatsbahnen (ČSD).

## Strecken
Das Streckennetz der ostrau-Friedlander Eisenbahn hatte eine Betriebslänge von 62,8 Kilometer und gliederte sich in zwei selbständige Strecken:
- Mährisch Ostrau–Friedland: 32,651 km (siehe Bahnstrecke Ostrava–Frýdek-Místek, Bahnstrecke Kojetín–Český Těšín)
- Kunzendorf–Teschen: 30,2 km